# Cerkiew Piatnicka w Wilnie
Cerkiew Piatnicka (pełna nazwa: cerkiew św. Paraskiewy Męczennicy) – parafialna cerkiew prawosławna w Wilnie, położona w obrębie Starego Miasta, przy ulicy Didžioji (Wielkiej) 2, na skrzyżowaniu z Piles (Zamkową).

## Historia
Pierwsza cerkiew na tym miejscu została wzniesiona z inicjatywy małżonki księcia Olgierda, Marii, jako najstarsza murowana chrześcijańska świątynia w Wilnie. Fundatorka obiektu została w nim pochowana w 1346. Pierwsza cerkiew istniała do pożaru w 1557, została odbudowana w trzy lata później, by spłonąć ponownie w 1611. Poważnie uszkodzony gmach został przekazany w ręce unitów; w 1655 wrócił w ręce prawosławnych, którzy do 1698 dokonali remontu obiektu.
W czasie wojny północnej cerkiew odwiedził car Piotr I, który modlił się w niej o zwycięstwo nad królem szwedzkim Karolem XII, a po powrocie przekazał świątyni część zdobytych szwedzkich sztandarów. O wizycie tej przypomina dziś tablica pamiątkowa na ścianie świątyni. Według tradycji Piotr I asystował w cerkwi przy chrzcie Abrama Hannibala, swojego byłego niewolnika i późniejszego dziadka poety Aleksandra Puszkina. Do wydarzenia tego nawiązuje wzniesiony w 2011 w sąsiedztwie cerkwi pomnik przedstawiający postacie Puszkina i Hannibala na tle dwóch złączonych dłoni, ponad którą wyrasta prawosławny krzyż.
W 1748 po raz kolejny cerkiew poważnie ucierpiała wskutek pożaru, zaś w 1795 przeszła na 44 lata w ręce unitów. Po ponownym przejęciu świątyni przez społeczność prawosławną przeszła ona kolejny kapitalny remont pod kierunkiem Nikołaja Czagina. W okresie międzywojennym pełniła funkcję filii pobliskiej cerkwi św. Mikołaja.
W czasie II wojny światowej obiekt stracił całe swoje oryginalne wyposażenie. W latach 1945–1949 przeszedł kolejny remont, jednak nie został oddany wiernym. Pierwotnie władze stalinowskie planowały zamienić cerkiew w muzeum ateizmu, ostatecznie umieszczono w niej muzeum ludowego malarstwa. Dopiero od 1990 gospodarzem cerkwi na nowo jest eparchia wileńska i litewska Rosyjskiej Cerkwi Prawosławnej. 31 maja 1991 jej zwierzchnik arcybiskup Chryzostom dokonał powtórnego poświęcenia obiektu.
W latach 1990–2012 była to świątynia filialna parafii katedralnej Zaśnięcia Matki Bożej w Wilnie; następnie przy cerkwi erygowano samodzielną parafię.
Nabożeństwa w cerkwi odbywają się w soboty i niedziele, w języku litewskim.

## Architektura
Cerkiew Piatnicka jest wzniesiona w stylu bizantyjskim, na planie kwadratu, z jedną kopułą w centralnym miejscu halowego wnętrza. Na zewnątrz jest skromnie dekorowana półkolistymi blendami i fryzem. Wszystkie okna są również półkoliste. Z zewnątrz ceglana cerkiew malowana jest na biało, różowo i ciemnoczerwono. Położenie na niewielkim wzniesieniu wyraźnie oddziela ją od ulicy.

## Galeria

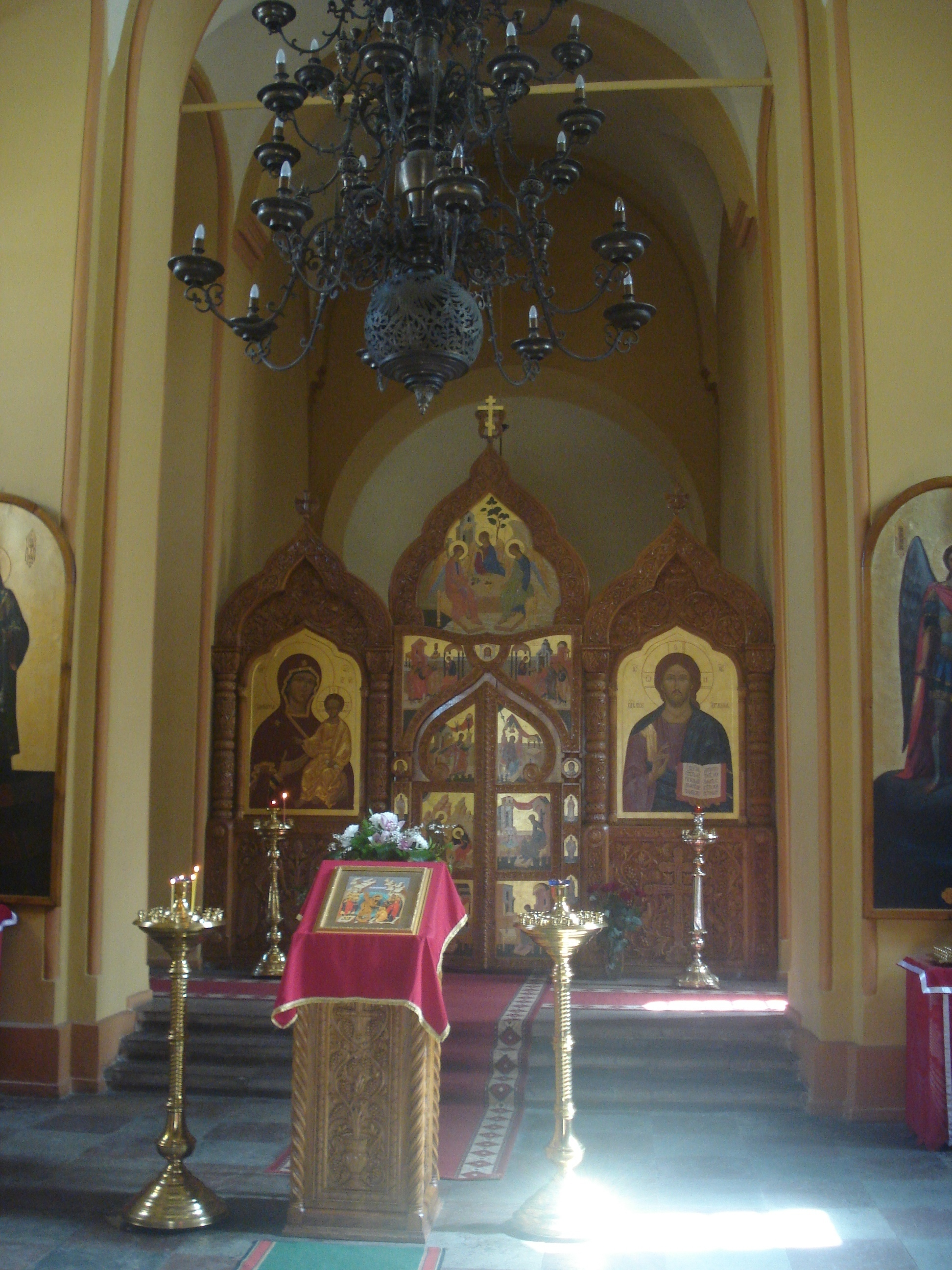
Ikonostas
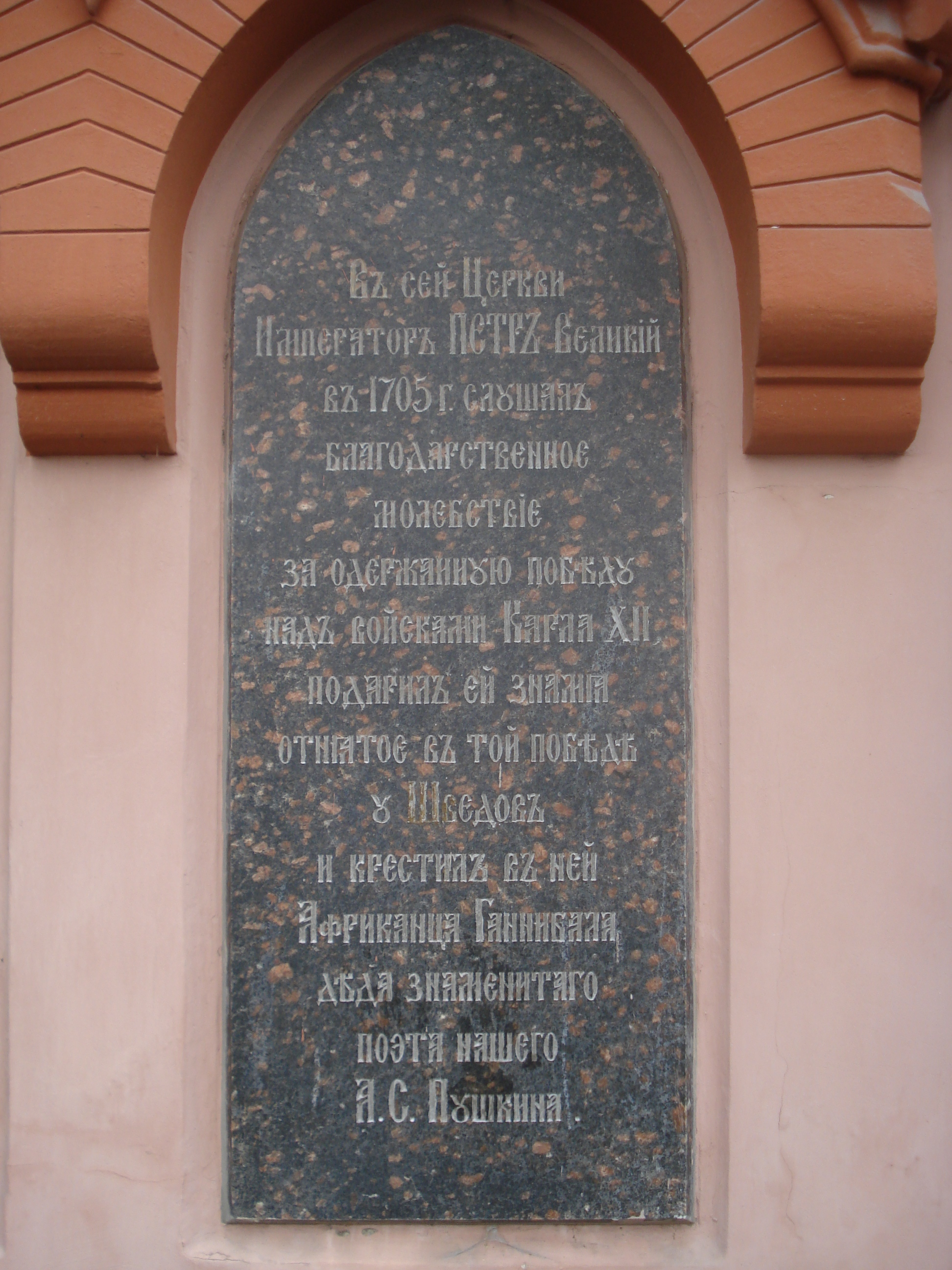
Tablica upamiętniająca wizytę Piotra I w cerkwi
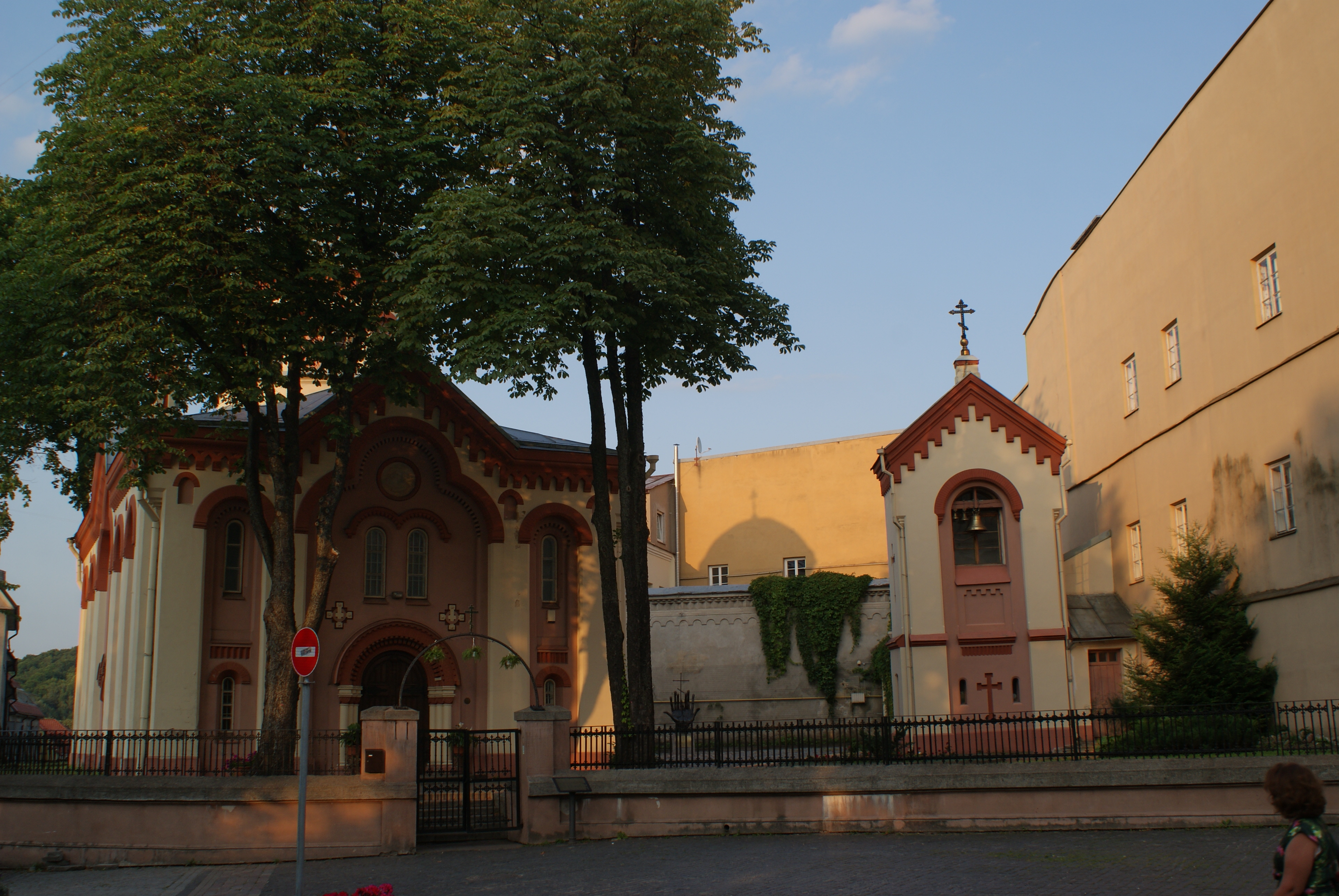
Cerkiew i dzwonnica